# Джафаров, Ильгар Ханлар оглы
Ильгар Ханлар оглы Джафаров (азерб. Cəfərov İlqar Xanlar oğlu; род. 1973) — судья Верховного суда Азербайджана (с 2024).

## Биография
Родился в 1973 году. В 1994 году окончил юридический факультет Бакинского государственного университета.
С 1993 по 1995 год являлся юридическим советником корпорации «EİK».
С 1995 по 1996 год являлся юридическим советником «Азерэнержи».
С 1998 по 1999 год проходил стажировку в Военной прокуратуре Бакинского гарнизона.
С 1999 по 2000 год являлся следователем Специализированной военной прокуратуры.
С 2000 по 2002 год являлся прокурором управления кадров Генеральной прокуратуры Азербайджана.
С 2002 по 2004 год — старший референт отдела по работе с правоохранительными органами Аппарата президента Азербайджана.
С 2004 по 2007 год — начальник отдела правового обеспечения Генеральной прокуратуры Азербайджана.
С 2007 по 2020 год — начальник управления по поддержке государственного обвинения Генеральной прокуратуры Азербайджана.
В 2020 году являлся начальником секретариата Министерства юстиции Азербайджана.
С 2020 по 2024 год — начальник главного исполнительного управления Министерства юстиции Азербайджана.
Судья коллегии по уголовным делам Верховного суда Азербайджана (с 8 октября 2024).

## Награды
- Медаль «За отличие на государственной службе» (29 сентября 2006)[3][4]